# Beechwood (condado de Wyoming)
Beechwood es un área no incorporada ubicada en el condado de Wyoming (Virginia Occidental), Estados Unidos. Está catalogada como un asentamiento humano por la Junta de Nombres Geográficos de los Estados Unidos.
El número de identificación (ID) asignado por el Servicio Geológico de Estados Unidos es 1553840.

## Geografía
Se encuentra a una altitud de 448 m s. n. m. (1470 pies) según el conjunto de datos de elevación nacional.